# Carolaparadiesvogel
Der Carolaparadiesvogel (Parotia carolae), auch Carola-Paradiesvogel oder Carola-Strahlenparadiesvogel genannt, ist eine Vogelart aus der Familie der Paradiesvögel (Paradisaeidae). Er kommt ausschließlich im Landesinneren von Neuguinea vor. Wie für Strahlenparadiesvögel charakteristisch, weist das Männchen an jeder Kopfseite drei verlängerte Schmuckfedern auf. Er unterscheidet sich ansonsten jedoch deutlich von den übrigen Strahlenparadiesvögeln. Der deutsche Trivialname und der vom deutschen Erstbeschreiber des Vogels, Adolf Bernhard Meyer, gewählte Artzusatz ehren Carola von Wasa-Holstein-Gottorp, die letzte Königin von Sachsen.
Die Bestandssituation des Carolaparadiesvogels wird von der IUCN als ungefährdet (least concern) eingestuft. Es werden fünf Unterarten unterschieden.

## Beschreibung

### Körperbau und -maße
Die Männchen des Carolaparadiesvogels erreichen eine Körperlänge von 26 Zentimeter, davon entfallen auf das Schwanzgefieder zwischen 7,3 und 8,2 Zentimeter.
Die Weibchen bleiben mit einer Körperlänge von 25 Zentimeter geringfügig kleiner. Bei ihnen erreicht das Schwanzgefieder eine Länge zwischen 8,7 und 9,6 Zentimeter.
Der Schnabel misst bei den Männchen zwischen 3,1 und 3,8 Zentimeter, bei den Weibchen zwischen 3,4 und 3,9 Zentimeter. Bis jetzt konnten nur an wenigen Individuen Gewichtsdaten gesammelt werden. Das einzige gewogene Männchen wog 205 Gramm, die Weibchen zwischen 110 und 163 Gramm.

### Männchen
Die Männchen haben einen samtschwarzen Kopf. Die schwarzen Federn der Zügel sind verlängert und stehen senkrecht nach oben. Zwischen den Zügeln befindet sich ein kleiner, aufrichtbarer Tuff von schwarzbraunen Federn, die eine silbrige Spitze haben. Solche silberfarbene Federtuffs im Bereich des vorderen Gesichts finden sich auch beim Blaunacken-Paradiesvogel und beim Arfak-Strahlenparadiesvogel, beides Arten der Strahlenparadiesvögel. Beim Carolaparadiesvogel reicht der Federtuff von den Nasenlöchern bis zu der Region zwischen den Augen.
Die Augen sind von einem Ring bronzefarbener Federn umgeben. Dahinter verläuft ein Band irisierender Federn, die von blaugrün bis violett oder magentafarben changieren können. Hinter jedem Auge befindet sich auf Höhe der Ohrdecken Federohren aus verlängerten, spitz zulaufenden Federn. Drei der Federn sind drahtartig stark verlängert und enden in kleinen, fast runden schwarzen Ovalen. Dieses Merkmal findet sich bei allen Strahlenparadiesvögeln und hat der Gattung den deutschen Namen gegeben.
Die übrige Körperseite inklusive der Oberseite des Schwanzgefieders ist schwarz, schimmert bei bestimmten Lichtverhältnissen bronzefarben. Das Kinn ist matt olivbraun und blasseren Spitzen. An den Kinnseiten sind diese Federn etwas verlängert. Das schuppenartige Brustgefieder irisiert zwischen bronzefarben, Grüngelb und Magenta bis Rosa. Die Mitte der Körperunterseite ist dunkel sepia-farben mit kupferfarbenen Glanzlichtern. Die Federn der Flanken sind mattweiß, verlängert und leicht nach innen gebogen. Der Schnabel ist schwarz, die Iris ist schwefelgelb, die Beine und Füße sind schwarzgrau.

### Weibchen
Das Weibchen hat einen matt olivbraunen Kopf mit dunkleren Ohrdecken, dunklerem Hinterkopf und einem ebenfalls dunkleren Federring um die Augen. Der Nacken ist bräunlicher und kann einzelne kastanienfarbene Flecken aufweisen. Der breite Überaugenstreif und der Bartstreif sind weiß bis weißlich, der Bartstreif weist außerdem feine kleine olivbraune Flecken auf. Die Körperoberseite ist olivbraun. Das Kinn ist matt olivbraun mit graubraunen Flecken und Querbändern. Die Kehle ist blass grauweiß mit graubraunen Flecken, die allmählich in eine schwarzbraune Querbänderung übergeht, die bis zu den Unterschwanzdecken geht. Das Schwanzgefieder ist olivbraun, das mittlere Steuerfederpaar hat blassere Federschäfte. Die Iris ist blassgrau, cremefarben oder gelblich. Vermutlich ändert sich die Augenfarbe mit zunehmendem Alter, dies ist jedoch noch nicht abschließend untersucht.

## Verbreitungsgebiet, Unterarten und Lebensraum
Das Verbreitungsgebiet des Carolaparadiesvogels ist das Landesinnere von Neuguinea – sie fehlt auf dem Vogelkop und dem Gebiet, das zu Papua Barat gehört. Sie kommt vom Weyland-Gebirge in östlicher Richtung bis zum Mount Giluwe, dem Bismarckgebirge und Hagengebirge vor. Die Höhenverbreitung reicht von 1100 bis 2000 Höhenmeter. Am häufigsten ist sie in Lagen zwischen 1450 und 1800 Meter anzutreffen. IM Osten des Verbreitungsgebietes (Bismarckgebirge, Hagengebirge, Owen-Stanley-Gebirge) überlappt sich ihr Verbreitungsgebiet mit der des Blaunacken-Paradiesvogels.
Es werden die folgenden Unterarten unterschieden:
- P. c. carolae A. B. Meyer, 1894 – Weyland-Gebirge bis zu den Paniai-Seen im westlichen Neuguinea
- P. c. meeki Rothschild, 1910 – Snow Mountains, vom Osten der Paniai-Seen bis zu dem Süden der Doorman Mountains. Die östliche Verbreitungsgrenze liegt westlich des Mamberano.
- P. c. chalcothorax Stresemann, 1934 – Doorman Mountains, südliche des Flusses Idenburg im Westen von Neuguinea.
- P. c. chrysenia Stresemann, 1934 – Nordhänge des zentralen Gebirgszüge und Nordhänge des Bismarckgebirge im Osten von Neuguinea.
- P. c. clelandiorum Gilliard, 1961 – Südliche Gebirgshänge im Osten Neuguineas. from C New Guinea SE probably to S watershed of Eastern Highlands (E at least to Crater Mt).

Der Lebensraum der Carola-Paradiesvögel sind Bergwälder (Primär- und Sekundärwald). Die Art wird gelegentlich auch in verwilderten Gärten beobachtet. Männchen sind eher im Waldesinneren anzutreffen, während die Weibchen ein größeres Spektrum an Lebensräumen nutzen.

## Lebensweise
Sowohl die Männchen als auch die Weibchen sind regelmäßig in kleinen Trupps zu beobachten. Sie fressen überwiegend Früchte und durchsuchen regelmäßig auch epiphytische Moose nach Wirbellosen. Ein Vogel wurde dabei beobachtet, wie er eine Heuschrecke im Moos fing, diese mit einem Fuß festhielt und auseinanderriss. Bei der Nahrungssuche sind sie gelegentlich auch in Gesellschaft von Schall-Manucodia, Pracht-Kragenparadiesvogel und Kleinem Paradiesvogel zu beobachten. Während der Nahrungssuche halten sie sich bevorzugt im oberen und mittleren Baumkronenbereich auf. Ähnlich wie beim Wahnesparadiesvogel wurde bei in Gefangenschaft gehaltenen Carola-Paradiesvögeln beobachtet, dass sie auch grüne Blätter fressen.

## Fortpflanzung
Wie die überwiegende Zahl der Paradiesvögel ist auch der Carolaparadiesvogel polygyn, das heißt, das Männchen paart sich nach Möglichkeit mit mehreren Weibchen. Das jeweilige Weibchen zieht alleine den Nachwuchs groß.

### Balzplatz
Das Balzverhalten ist bislang wenig untersucht – Beobachtungen liegen lediglich für einzelne Vögel oder einzelne Balzplätze vor, so dass sich noch nicht ein allgemeingültiges Verhalten ableiten lässt. Grundsätzlich befinden sich die Balzplätze auf dem Boden und sie sind klein, d. h. sie haben ein Grundmaß von etwa 1,5 × 1 Meter. Ähnlich wie beim Wahnesparadiesvogel entfernen die Männchen vom Balzplatz organisches Material wie beispielsweise die am Boden liegende Laubschicht. Der Balzplatz wird von jeweils einem Männchen besetzt, allerdings sind Ansammlungen von Männchen und Weibchen an einem Balzplatz beobachtet worden. Möglicherweise ist dies eine Folge davon, dass ein einzelnes Männchen grundsätzlich versucht, durch eine Treibjagd ein Weibchen in die Nähe seines Balzplatzes zu treiben. Diese lautstarken Verfolgungsjagden ziehen die Aufmerksamkeit weiterer Männchen und Weibchen auf sich, die sich dann gelegentlich am Balzplatz einfinden.

### Balz
Die Balz ist bis zum Jahre 2000 noch nicht vollständig in freier Laufbahn beobachtet worden. Einige Erkenntnisse stammen von in Gefangenschaft gehaltenen Carola-Paradiesvögeln. Mehrere Balzelemente entsprechen denen des Blaunacken-Paradiesvogel.
Bei einem in Großbritannien gehaltene Paar dieser Art wurde die Balz eingeleitet, indem das auf einem Ast sitzende Männchen dem Weibchen den Rücken zukehrte und in leicht geduckter Haltung seine weißen und verlängerten Federn an den Körperseiten so sträubte, dass sie bis über Handschwingen reichten. Das Männchen begann dann auf einer Stelle sehr schnell auf und ab zu hüpfen, wobei er dabei seine Sitzrichtung jeweils um 180 Grad wendete. Er stand dabei seitlich zu dem Weibchen, so dass dieses jeweils die andere Körperseite zu sehen bekam. Das Männchen wechselte dann auf einen Ast unterhalb des Weibchens, wandte diesem erneut seinen Rücken zu, während der Kopf so weit zur Seite gerichtet war, dass es zum Weibchen blickte. Dem folgte dann ein rhythmisches Hin- und Erschwingen des Körpers, während er gleichzeitig leicht mit den Flügeln leicht flatterte und die Federn des Tuffs oberhalb der Nasenlöcher sträubte und wieder eng anlegte. Dabei kamen die silbrigen Spitzen des Tuffs besonders deutlich zur Geltung. Die rhythmischen Seitwärtsbewegungen wurden dann durch Bewegungen abgelöst, bei denen das Männchen wiederholt durch Knicken der Beine in die Hocke ging, um dann die Beine durchzustrecken. Bei der Streckhaltung wurden die Flügel jeweils so weit gespreizt, bis sie eine horizontale Fläche mit dem Rücken bildeten.
Der Balz auf dem Ast folgt eine Balz auf dem Boden, bei dem die Schritte, Körper- und Flügelbewegungen zunehmend komplexer werden. Zu den Posen, die das Männchen einnimmt, gehört unter anderem die sogenannte Ballerinapose, bei dem das Männchen sich hoch aufrichtet und die verlängerten Brust- und Flankenfedern so weit sträubt, dass sie sich über dem Rücken schließen und den Körper fast vollständig einhüllen. Diese Haltung wird als Ballerinapose bezeichnet, weil die gesträubten Federn in einer Weise den Körper umhüllen, die an das Tutu einer Ballerina erinnern. Bei anderen Bewegungen präsentiert das Männchen die sechs verlängerten Schmuckfedern des Kopfes, indem er durch Kopfsenken die verbreiterten Federenden vor den Kopf fallen lässt. Bei anderen Balzelementen flog das Männchen zurück auf einen Ast und tanzte dort mit kurzen, seitlichen Trippelschritten. Bei einem in freier Wildbahn beobachteten Männchen wurde die Balz wiederholt durch seinen Versuch unterbrochen, sich mit dem anwesenden Weibchen zu paaren.

### Nest, Gelege, Aufzucht der Jungvögel
Bislang sind keine Nester freilebender Wahnesparadiesvögel gefunden worden. Ein im Bayer River Sanctuary gehaltenes Weibchen legten an zwei aufeinanderfolgenden Tagen je ein Ei. Diese waren cremefarben mit länglichen breiten Strichen von grauer und bräunlicher Farbe. Über die Brutdauer und die Aufzucht der Jungvögel ist bislang nichts bekannt.

## Hybride mit anderen Paradiesvögeln
Die Neigung von Paradiesvögeln, sich mit anderen Arten ihrer Familie zu kreuzen, ist bereits zu Beginn des 20. Jahrhunderts von Anton Reichenow und damit fast früher als für jede andere Vogelfamilie beschrieben worden. Die meisten Hybriden, die entdeckt werden, sind Männchen – bei ihnen fallen abweichende Gefiedermerkmale stärker auf als bei den unscheinbarer gefärbten Weibchen. Abweichend davon ist ein Weibchen wissenschaftlich beschrieben worden, das aus einer Kreuzung des Carolaparadiesvogels mit dem Pracht-Kragenparadiesvogel hervorgegangen ist. Es wurde in den 1920er zunächst als ein Weibchen des Carolaparadiesvogels eingeordnet und später als eine Unterart des Pracht-Kragenparadiesvogels eingestuft. Seit den 1990er Jahren gilt es sicher, dass es sich um ein Hybride zwischen Carola- und Pracht-Kragenparadiesvogelhandelt.

## Haltung
Ein adultes Männchen wurde 1954 dem Honolulu Zoo geliefert und lebte dort bis November 1968. Er dürfte daher mindestens 15 Jahre alt geworden. Carola-Paradiesvögel wurden außerdem im Chester Zoo, Großbritannien gezeigt.

## Einzelbelege
1. ↑   Frith & Beehler: The Birds of Paradise - Paradisaeidae. S. 298.
2. 1 2   Handbook of the Birds of the World zum Carolaparadiesvogel, aufgerufen am 24. Juli 2017
3. ↑   Frith & Beehler: The Birds of Paradise - Paradisaeidae. S. 300.
4. 1 2 3   Frith & Beehler: The Birds of Paradise - Paradisaeidae. S. 301.
5. ↑   Frith & Beehler: The Birds of Paradise - Paradisaeidae. S. 299.
6. 1 2   Frith & Beehler: The Birds of Paradise - Paradisaeidae. S. 303.
7. 1 2 3 4 5   Frith & Beehler: The Birds of Paradise - Paradisaeidae. S. 304.
8. ↑   Frith & Beehler: The Birds of Paradise - Paradisaeidae. S. 302.
9. ↑   McCarthy: Handbook of Avian Hybrids of the World. S. 228.
10. 1 2   McCarthy: Handbook of Avian Hybrids of the World. S. 230.